# Ayuntamiento de Colonia
El Ayuntamiento antiguo (alemán: Altes Rathaus) es un edificio histórico y uno de los más destacados de la ciudad de Colonia. Constituye el ayuntamiento más antiguo de Alemania con una historia documentada que abarca unos 900 años. Se encuentra situado en la Hohe Straße, en el distrito central de Innenstadt, entre las plazas de Rathausplatz (plaza del Ayuntamiento) y Alter Markt (plaza del Mercado Viejo). Alberga todavía parte del gobierno municipal, como el consejo municipal y la sede de la alcaldía. La mayoría de la administración municipal ha sido trasladada al llamado Stadthaus en Deutz. La historia del consejo municipal de la ciudad durante el siglo XI constituyó un claro ejemplo de autoconsecución de la autonomía municipal entre las ciudades medievales.
El actual conjunto arquitectónico del Ayuntamiento es la suma de sucesivos elementos a lo largo de su historia con diferentes estilos arquitectónicos que se inició en el siglo XIV con el ayuntamiento histórico, al que se le añadió la torre de estilo Gótico en el siglo XV, la logia y claustro  (El Löwenhof) del siglo XVI  y el atrio (la Piazzetta) del siglo XX. El llamado Spanischer Bau es una extensión en la Rathausplatz aunque no está conectado con el edificio principal.

## Historia del Ayuntamiento
El ayuntamiento se encuentra en el lugar donde se levantaba el antiguo pretorio romano, que hasta el año 475 era la sede de los gobernadores romanos de Germania Inferior. Los merovingios utilizaron también el pretorio como  regia  hasta el año 754, sin embargo, el edificio quedó destruido por un terremoto en el siglo VIII. En el año 795, durante el obispado de Hildebold de Colonia, la ciudad fue elevada a la categoría de sede arzobispal y el área alrededor del ex praetorium se convirtió en lugar de residencia de un grupo de ricos comerciante patricios y la comunidad judía de Colonia.
Con el nombramiento, en el año 953, de Bruno I como arzobispo de la ciudad, que era hijo menor del emperador Enrique I el Pajarero y hermano del también emperador Otón I, la dinastía sajona se estableció en el gobierno de la ciudad al frente de la sede arzobispal. Este poder entró en conflicto directo con la burguesía emergente. Los conflictos armados en 1074 y 1096 llevaron a la formación de la municipilidad y las primeras instalaciones municipales, de acuerdo con la autonomía urbana.
Con el fin de consolidar sus derechos económicos y políticos, la burguesía de la ciudad se asoció en cofradías y gremios comerciales (en particular la Richerzeche). En la guerra de sucesión de 1106 entre el emperador Enrique V y su padre el emperador Enrique IV, se enfrentaron al arzobispo, después de lo cual obtuvieron beneficios en lo relativo a la expansión territorial de la ciudad. Colonia era en esos momentos unos de los puertos comerciales más importantes de Europa y la ciudad más grande de Alemania, la población pasó gradualmente de una sociedad principalmente feudal a una de ciudadanos libres. Documentación de los años 1135 y 1152, hacen referencia a "una casa en la que se reúnen los ciudadanos" en referencia a la primera sala del consejo establecida en el lugar que ocupa el ayuntamiento hoy. El escudo de armas de Colonia, mencionado por primera vez en 1114, es el escudo municipal más antiguo de Europa.
En 1180, los ciudadanos de Colonia ganaron un conflicto legal contra el arzobispo (Philipp I. von Heinsberg), por otra extensión de las murallas de la ciudad. Con la batalla de Worringen celebrada en 1288, Colonia se independizó del poder eclesiástico, aunque la ciudad pertenecía a la diócesis, no formaba parte del territorio del Electorado de Colonia y el 9 de septiembre de 1475 ganó oficialmente la Inmediación imperial como Ciudad imperial libre. En 1388 el papa Urbano VI firmó la carta de la universidad de Colonia, la primera universidad de Europa que se estableció por la ciudadanía. El 14 de septiembre de 1396 entró en vigor la constitución de Colonia y los Gaffeln y Zünfte (gremios) asumieron el poder en el consejo. Siguiendo la tradición romana, el consejo quedó encabezado por dos burgomaestre o alcaldes elegidos hasta el año 1797, cuando el consejo y la constitución fueron substituidos por el poder napoleónico. Desde 1815 el ayuntamiento está dirigido por un Oberbürgermeister (alcalde).

## Arquitectura

### Ayuntamiento histórico

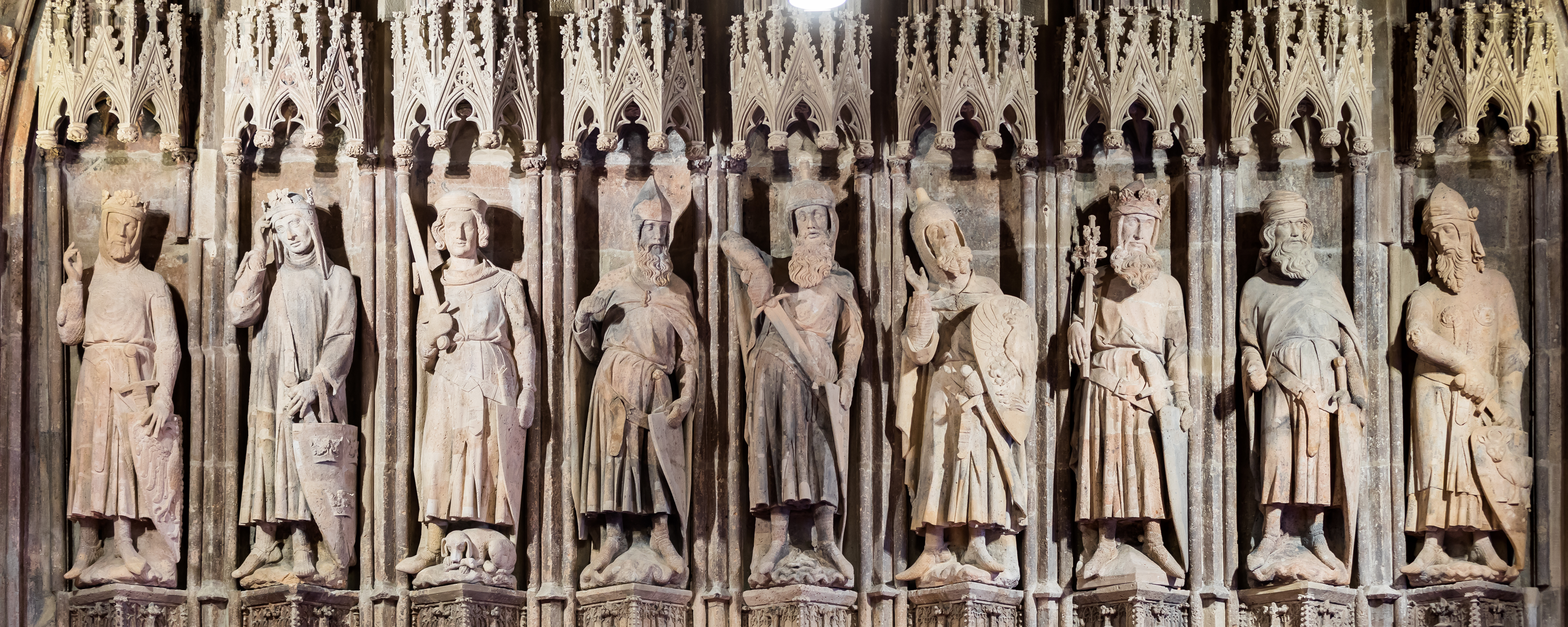
Esculturas más antiguas conocidas de los Nueve de la Fama en el Saalbau.

La parte más antigua del edificio del Ayuntamiento es el llamado Saalbau, que reemplazó a un antiguo edificio de estilo románico del año 1135 que se levantaba en el mismo lugar. El Saalbau (Sala larga) data de 1330, constituye un salón de reuniones de 30 por 7,6 metros con una altura máxima de 9,58 metros y que constituye el centro de todo el Rathaus. Se renombró como Hansasaal, por una importante reunión de la liga hanseatica celebrada en el salón el 19 de noviembre de 1367, que sirvió para la formación de una coalición militar contra Valdemar IV de Dinamarca. En el mismo, destacan las esculturas de piedra de los Nueve de la Fama y el Emperador.

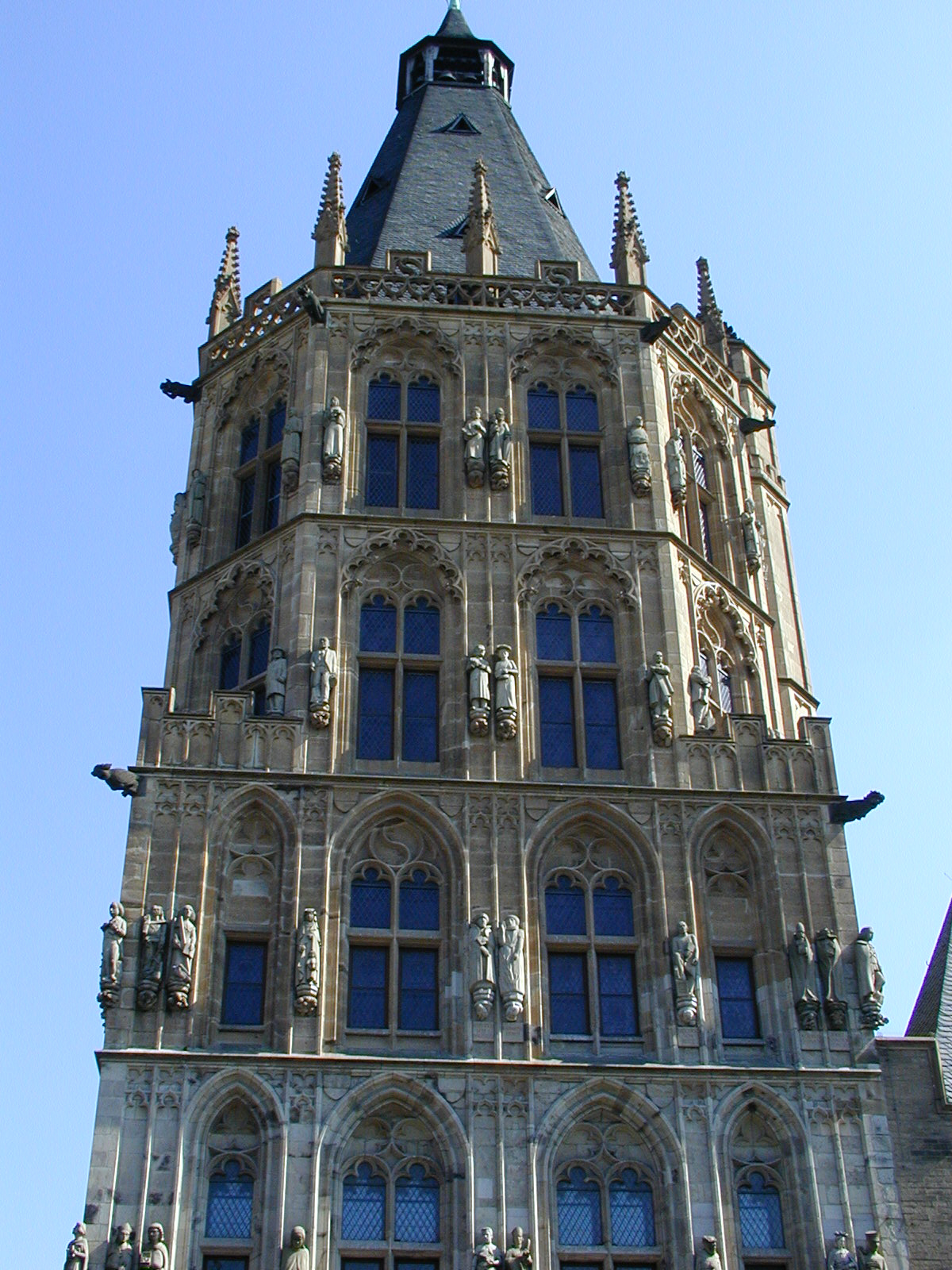
Torre del Ayuntamiento

### Torre
El Ratsturm (torre del Consejo) fue encargada por los gremios de la ciudad el 19 de agosto de 1406 y se construyó en estilo gótico tardío entre 1407 y 1414 y alcanza una altura de 61 metros. Se compone de cinco pisos y el llamado Ratskeller (sótano del Consejo). Su propósito era principalmente el almacenamiento de documentos, aunque uno de los pisos inferiores también albergaba el Senatssaal (sala del Senado). Quedó gravemente dañada durante el bombardeo de Colonia en la Segunda Guerra Mundial. La torre fue reconstruida en la posguerra y entre 1988 y 1995 se recolocaron en el exterior 124 figuras de piedra nuevas que sirven de ornamento. Cuatro veces al día, suena un carillón (alemán: Glockenspiel).

### Logia

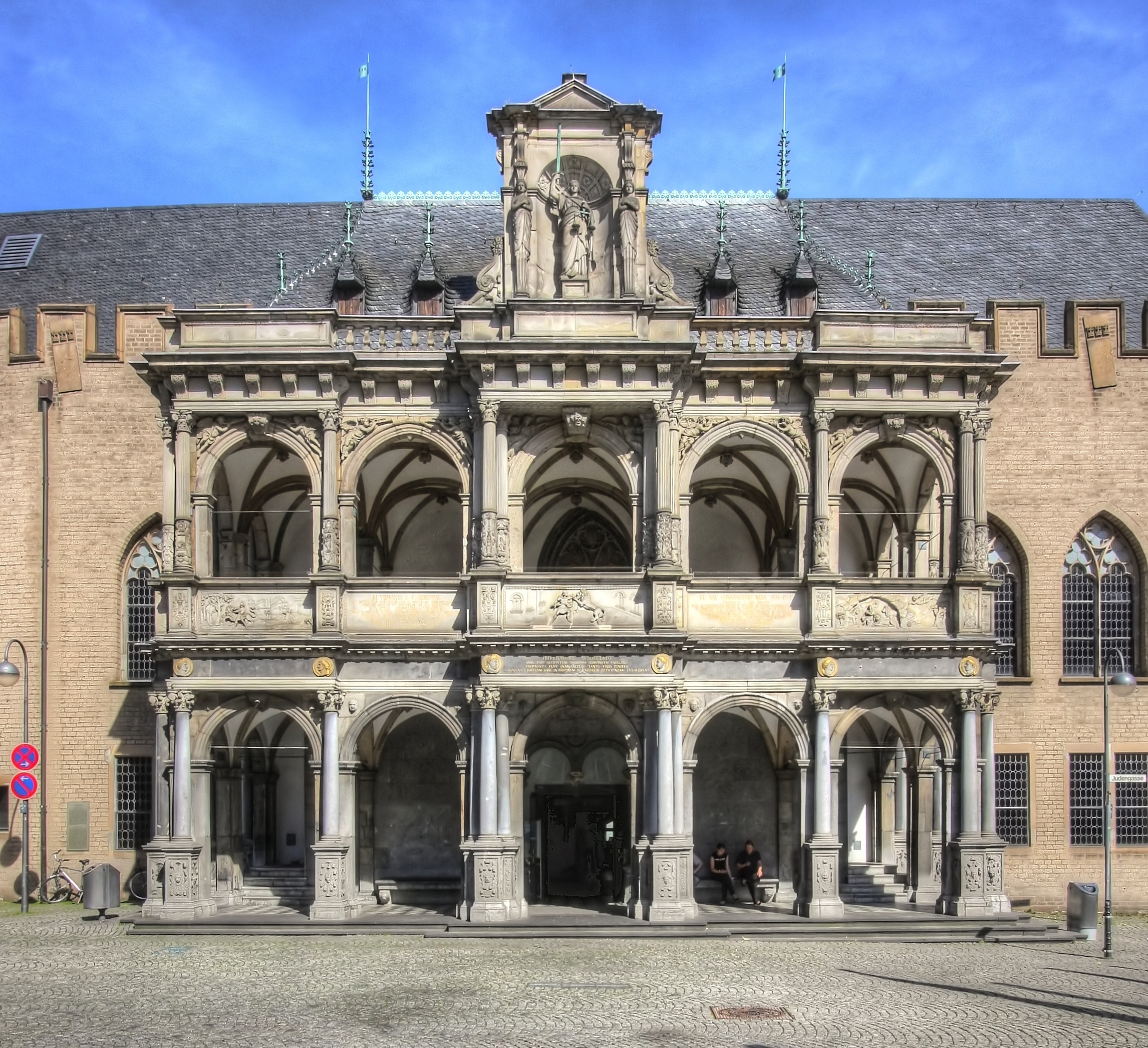
Vista de la logia renacentista del.

La galería exterior (Rathauslaube) es una logia que vino a reemplazar a un pórtico medieval anterior existente en el mismo enplazamiento. El consejo inició un largo proceso para la elaboración del proyecto en 1557, que se alargó hasta 1562. En julio de 1567, el consejo aprobó la propuesta de Wilhelm Vernukken de Kalkar, que se pudo inspirar en un modelo de Cornelis Floris de Vriendt. Las obras se prolongaron entre 1569 y 1573. Se trata de una logia doble con cinco arcos a lo ancho y una arcada doble en profundidad que sirve de entrada a la sala principal del ayuntamiento (Hansasaal) en el nivel de calle y como balcón de la sala principal en la planta superior. Constituye uno de los ejemplos más destacados de la arquitectura renacentista en Alemania.
Fue reconstruida fielmente después de los graves daños sufridos también durante la Segunda Guerra Mundial.

### Spanischer Bau
En el lado noroeste de la Rathausplatz, se encuentra el Spanischer Bau, construido originalmente entre los años 1608 a 1615. El Consejo Municipal encargó este edificio de estilo renacentista flamenco para reuniones y celebraciones. Su nombre hace referencia a la presencia de los delegados españoles en el edificio durante la Guerra de los Treinta Años (1618-1648). No estuvo en uso de forma oficial hasta el siglo XIX. Después de haber sido gravemente dañado en los bombardeos británicos de 1942, el edificio fue completamente reconstruido en 1953.